# عبد الوهاب الخميس
عبد الوهاب أحمد الخميس مواليد 23 أبريل 1993 في ، السعودية، هو لاعب كرة قدم سعودي يلعب في الظهير الأيسر.

## مسيرة اللاعب
لعب في نادي الفتح في الفئات السنية و لعب بعدها مع نادي الدرعية ونادي النجوم ونادي نجد ونادي الروضة ونادي الزلفي ونادي الثقبة.